# Осока сабинская
Осока сабинская, или Осока шабинская (лат. Carex umbrosa subsp. sabynensis; от названия хребта Сабинский (Шабин-Дабан) в Западных Саянах), — подвид травянистых растений вида Осока теневая (Carex umbrosa) рода Осока (Carex) семейства Осоковые (Cyperaceae).

## Ботаническое описание

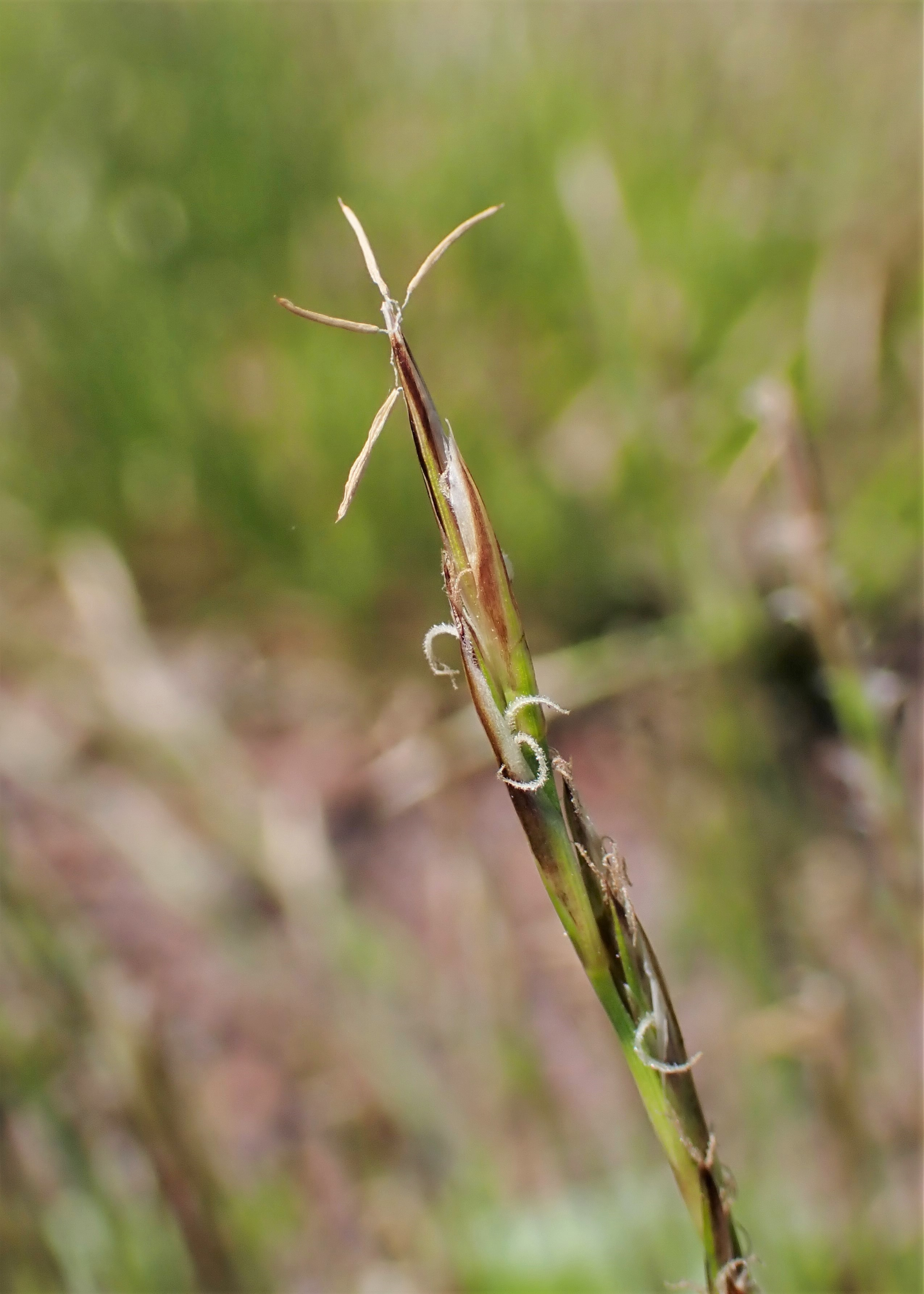
Колоски

Многолетнее травянистое растение. Корневище плотнодернистое, стебли многочисленные, скученные, тонкие, 30—45 см высотой и около 1 мм толщиной, трёхгранные, на верхушке слабо шероховатые. Листья узколинейные, бледно-зелёные, жестковатые, плоские или немного вдоль сложенные, недлинно-заострённые, на верхней стороне шероховатые, 1,5—2 мм шириной, стеблевые короткие, на бесстебельных побегах впоследствии сильно удлиняющиеся и превышающие стебли, при основании окруженные лохматыми тёмно-серыми остатками разрушенных и расщепленных вдоль на волокна влагалищ.
Колоски в числе 3—4, сближенные; верхний — мужской, булавовидно-цилиндрический, 1—1,5 см длиной, почти сидячий, остальные — женские, продолговато-яйцевидные, 6—12 мм длиной и 4—6 мм шириной, плотные, верхние сидячие, нижний на коротком цветоносе, выходящем из короткого (3—7 мм длиной) влагалища прицветника с небольшой, почти равной колоску, листовидной, по краям мелко-зазубренной пластинкой. Прицветные чешуйки у женских цветков обратно-яйцевидные, нижние в колоске на верхушке тупые, иногда выемчатые, на самом кончике с коротким заострением, верхние — островатые, рыжевато-бурые, лоснящиеся, на спинке с зеленоватой жилкой. Мешочки длиннее чешуек, обратно-яйцевидные, тупо-трёхгранные, 2,5—3 мм длиной и 1—1,5 мм шириной, бледно-зелёные, негусто покрытые короткими отстоящими волосками с нерезкими жилками, к основанию клиновидно суженные в короткую ножку, на верхушке быстро переходящие в сравнительно длинный (до ½ мм длиной), почти цилиндрический, на кончике выемчатый или нерезко 2-зубчатый коричневый носик. Орешек на верхушке с небольшим кольцевым диском, столбик к основанию немного утолщённый, рылец 3. Хромосомы 2n = 40, 60. Цветение в июне, плодоношение в июле и августе.

## Распространение и экология
Восточная Европа, Кавказ, Сибирь, Дальний Восток России и Восточная Азия. Растёт на альпийских и субальпийских лугах, сырых лугах с кустарниками, в мохово-лишайниковой, болотистой, щебнистой, ерниковой, кустарниковой и очень редко в арктической тундре, по берегам горных ручьев, на моховых болотах, болотистых редколесьях, на каменистых склонах гор и известняковых скалах, реже в сырых лесах.